# Tephrochlamys latrinarum
Tephrochlamys latrinarum är en tvåvingeart som först beskrevs av De Geer 1776.  Tephrochlamys latrinarum ingår i släktet Tephrochlamys och familjen myllflugor. Inga underarter finns listade i Catalogue of Life.